# Equus neogeus
Equus neogeus és una espècie extinta de mamífer perissodàctil de la família dels èquids que visqué a Sud-amèrica durant el Plistocè. Aquest parent proper dels cavalls és probablement l'únic representant del gènere Equus al continent, tot i que la taxonomia dels èquids sud-americans continua sent objecte de debat. Tanmateix, presenta un alt grau de variació intraespecífica segons el medi que habitava cada població. El seu nom específic, neogeus, significa ‘del Nou Món’ en llatí.